# باشگاه فوتبال هاپوئل اشکلون
باشگاه فوتبال هاپوئل اشکلون (عبری: מועדון כדורגל הפועל אשקלון‎) یک باشگاه فوتبال در شهر اشکلون اسرائیل است. این باشگاه در لیگ برتر فوتبال اسرائیل بازی می‌کند. این باشگاه در سال ۱۹۵۵ تأسیس شده‌است.